# Književnost u 2014.
◄◄ | ◄ | 2011. | 2012. | 2013. | 2014.  | 2015. | 2016. | 2017. | ► | ►►
Arhitektura • Astronautika • Astronomija • Biologija • Film • Fotografija • Glazba • Kazalište • Kemija • Kiparstvo • Knjige • Književnost • Kršćanstvo • Meteorologija • Medicina • Planinarstvo • Politika • Pravo • Promet • Slikarstvo • Strip • Šport • Televizija • Znanost • Zrakoplovstvo • Željeznički promet
Književnost u 2014.

## Svijet

### Nagrade i priznanja
- Nobelova nagrada za književnost:

## Hrvatska i u Hrvata

### Nagrade i priznanja
- Osnovana Nagrada Janko Polić Kamov. Prvi dobitnik je Luka Bekavac za roman Viljevo.

## Vanjske poveznice
|  | Zajednički poslužitelj ima još gradiva o temi Književnost u 2014. |